# Chminianske Jakubovany
Chminianske Jakubovany es un municipio del distrito de Prešov en la región de Prešov, Eslovaquia, con una población estimada a final del año 2024 de 3215 habitantes.
Se encuentra ubicado en el centro-sur de la región, en el valle del río Torysa (cuenca hidrográfica del río Tisza) y cerca de la frontera con la región de Košice.

## Demografía
| Año        | 1994 | 2004     | 2014     | 2024     |
| ---------- | ---- | -------- | -------- | -------- |
| Población  | 1146 | 1635     | 2112     | 3215     |
| Diferencia |      | +42,67 % | +29,17 % | +52,22 % |

| Año        | 2023 | 2024    |
| ---------- | ---- | ------- |
| Población  | 3093 | 3215    |
| Diferencia |      | +3,94 % |